# Branimir Aleksić
Branimir Aleksić (Servisch: Бранимир Алексић) (Subotica, 24 december 1990) is een Servisch voetballer die speelt als doelman. In juli 2025 verliet hij SV Hummetroth. Aleksić maakte in 2012 zijn debuut in het Servisch voetbalelftal.

## Clubcarrière
Aleksić doorliep de jeugdopleiding van het plaatselijke Spartak Subotica. Voor die debuteerde Aleksić in de Superliga, toen hij tegen FK Inđija (0–0) zes minuten voor tijd moest invallen toen de eerste doelman een rode kaart had ontvangen. Zijn eerste basisplaats kreeg Aleksić tegen FK Smederevo (2–0 nederlaag). In het seizoen 2010/11 werd hij een vaste keuze onder de lat, waardoor hij dat seizoen tot 29 competitiewedstrijden wist te komen. Hij werd met zijn team vijfde in de competitie en in mei 2011 werd hij door het Servische sportmagazine Sportski Zurnal benoemd tot een van de tien meest veelbelovende talenten in de competitie.
In 2014 verliep zijn verbintenis en stapte de doelman transfervrij over naar AEL Kalloni. Na twee jaar liet hij de Griekse clubs achter zich, met drie competitieoptredens op zak. Later in de zomer van 2016 tekende Aleksić een contract bij Borac Čačak, waardoor hij terugkeerde in zijn geboorteland. Na een jaar ging de doelman spelen in Hongarije, waar Szeged zijn nieuwe werkgever werd. Deze club verliet hij in de zomer van 2020 en in december van dat jaar kwam hij terecht bij Mezőkövesd-Zsóry. Na een half seizoen zonder officieel optreden verliep zijn verbintenis en vertrok Aleksić weer. SF Friedrichsdorf nam hem een jaar later onder contract. In januari 2023 werd SV Hummetroth zijn nieuwe club.

## Clubstatistieken
| Seizoen | Club             | Competitie        | Competitie | Competitie | Beker | Beker | Internationaal | Internationaal | Totaal | Totaal |
| Seizoen | Club             | Competitie        | Wed.       | Dlp.       | Wed.  | Dlp.  | Wed.           | Dlp.           | Wed.   | Dlp.   |
| ------- | ---------------- | ----------------- | ---------- | ---------- | ----- | ----- | -------------- | -------------- | ------ | ------ |
| 2009/10 | Spartak Subotica | Superliga         | 1          | 0          | 0     | 0     | —              | —              | 1      | 0      |
| 2010/11 | Spartak Subotica | Superliga         | 29         | 0          | 2     | 0     | 0              | 0              | 31     | 0      |
| 2011/12 | Spartak Subotica | Superliga         | 29         | 0          | 3     | 0     | —              | —              | 32     | 0      |
| 2012/13 | Spartak Subotica | Superliga         | 29         | 0          | 2     | 0     | —              | —              | 31     | 0      |
| 2013/14 | Spartak Subotica | Superliga         | 25         | 0          | 2     | 0     | —              | —              | 27     | 0      |
| 2014/15 | AEL Kalloni      | Super League      | 3          | 0          | 2     | 0     | —              | —              | 5      | 0      |
| 2015/16 | AEL Kalloni      | Super League      | 0          | 0          | 0     | 0     | —              | —              | 0      | 0      |
| 2016/17 | Borac Čačak      | Superliga         | 20         | 0          | 3     | 0     | —              | —              | 23     | 0      |
| 2017/18 | Szeged           | Nemzeti Bajnokság | 15         | 0          | 0     | 0     | —              | —              | 15     | 0      |
| 2018/19 | Szeged           | Nemzeti Bajnokság | 0          | 0          | 0     | 0     | —              | —              | 0      | 0      |
| 2019/20 | Szeged           | Nemzeti Bajnokság | 1          | 0          | 0     | 0     | —              | —              | 1      | 0      |
| 2020/21 | Mezőkövesd-Zsóry | Nemzeti Bajnokság | 0          | 0          | 0     | 0     | —              | —              | 0      | 0      |
| Totaal  | Totaal           | Totaal            | 152        | 0          | 14    | 0     | 0              | 0              | 166    | 0      |

Bijgewerkt op 9 juli 2025.